# Rokycany
Rokycany (deutsch Rokitzan, Rokytzan, älter auch Rockizan) ist eine Bezirksstadt im Plzeňský kraj in Tschechien mit 14.309 Einwohnern (Stand: 1. Januar 2023). Die Stadt liegt 19 Kilometer östlich von Pilsen.

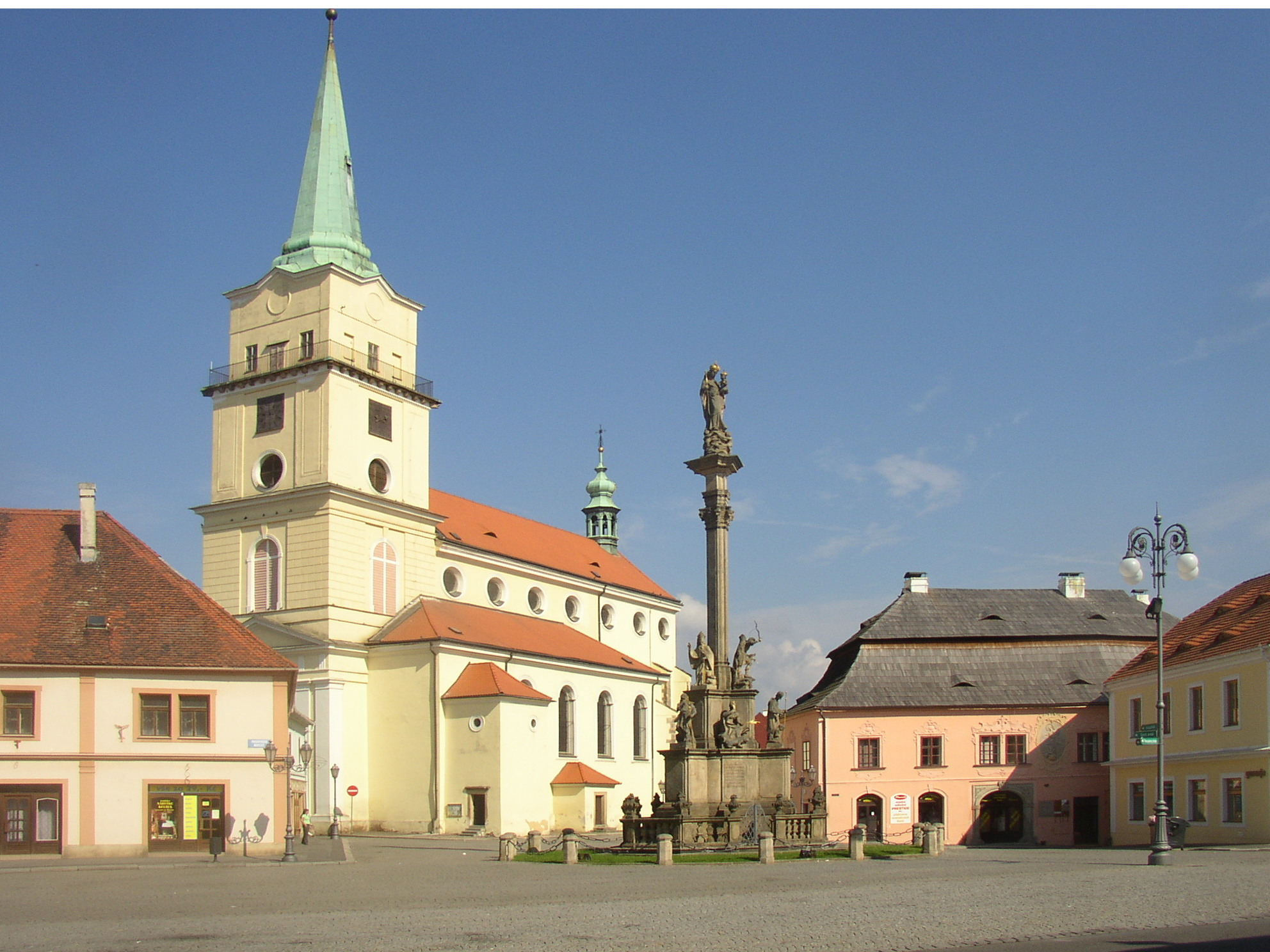
Kirche und Mariensäule

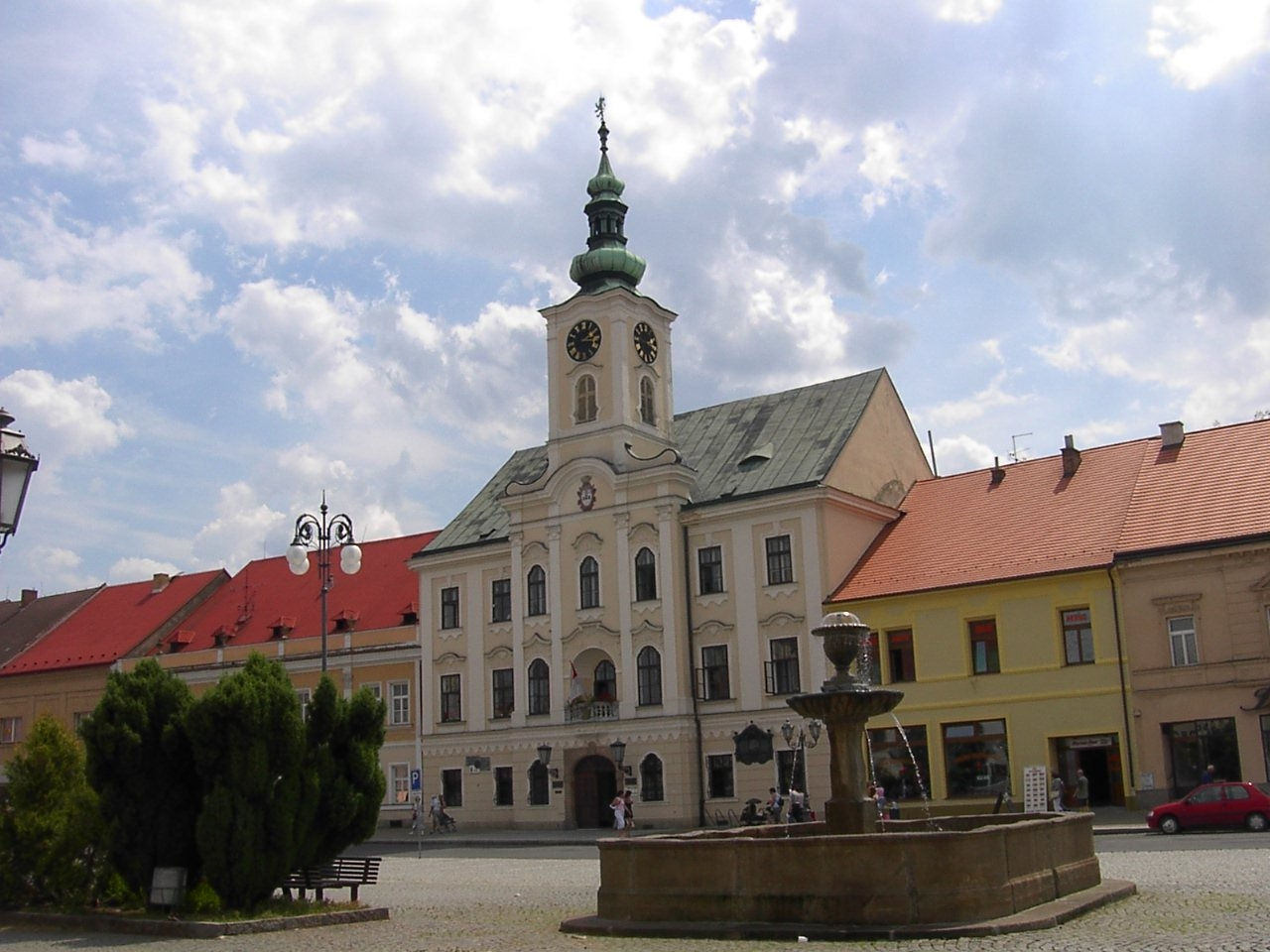
Rathaus

## Geschichte
Rokycany entstand im 12. Jahrhundert an der Straße von Prag nach Pilsen aus einem Dorf, das im Besitz des Prager Bischofs war. 1363 gründete der erste Prager Erzbischof Ernst von Pardubitz das Augustiner-Chorherrenstift Rokycany mit dem Patrozinium Maria Schnee (Panna Maria Sněžná) Es bestand zunächst aus fünf Chorherren und einem Propst. 1406 erhielt Rokycany die Stadtrechte und florierte auch durch seine Lage an der Goldenen Straße. Nach den Hussitenkriegen fiel es zunächst an örtliche Adlige, dann an den König von Böhmen. Ab 1584 hatte Rokycany den Status einer freien Königsstadt, den es allerdings im Dreißigjährigen Krieg wieder verlor. 1784 brannte die Stadt ganz ab und wurde neu errichtet. Seit der zweiten Hälfte des 19. Jahrhunderts gibt es hier Stahlwerke und andere Industrie.

## Städtepartnerschaften
Rokycany unterhält Städtepartnerschaften mit folgenden Städten:
- Greiz, Deutschland
- Pfinztal, Deutschland

## Persönlichkeiten

### Söhne und Töchter der Stadt
- Jan Rokycana (1390/97–1471), Erzbischof von Prag
- Anton Kraft (1752–1820), Komponist
- Hanuš Karlík (1850–1927), Industrieller in der Zuckerindustrie
- Friedrich Katzer (1861–1925), Geologe
- Jiří Stříbrný (1880–1955), Politiker und Journalist
- Paula Deppe (1886–1922), Malerin und Graphikerin
- János Gyöngyösi (1893–1951), ungarischer Publizist, Politiker und Außenminister
- Čestmír Řanda (1923–1986), Schauspieler, Synchronsprecher und Theaterregisseur
- Jana Preissová (* 1948), Schauspielerin
- Věra Bílá (1954–2019), Roma-Sängerin
- Karel Drgáč (* 1954), Opernintendant
- Jiří Pehe (* 1955), Politologe
- Jozef Síkela (* 1967), Politiker, Investor und Manager slowakisch-ungarischer Abstammung
- Jaroslav Špaček (* 1974), Eishockey-Profi

## Veranstaltungen
Jedes Jahr am letzten Juli-Wochenende findet auf dem Sport-Flugplatz in Rokycany das Fluff Fest statt, welches seinen Schwerpunkt auf Hardcore Punk und die Straight-Edge- bzw. D.I.Y.-Bewegung legt. Auf dem Festival 2008 waren ca. 1500 Besucher. Es werden nur vegane Speisen und Getränke angeboten.
Im Mai 2019 findet die Weltmeisterschaft der Classic Kegler in Rokycany statt.